# Найден Тодоров (политик)
 Тази статия е за българския политик.  За български тромпетист, пианист, композитор и диригент вижте Найден Тодоров.  
Найден Миланов Тодоров е български инженер, доктор. Политик от БКП, функционер в сектора на дървообработващата промишленост.

## Биография

### Произход и ранни години
Найден Тодоров е роден на 6 ноември 1919 г. в с. Калотина (махала Бърдо), Царибродско, в семейството на Милан и Петра Тодорови. Член е на РМС от 1940 г. и, като студент, на БОНСС от 1942 г.
Участва в Партизанското движение по време на Втората световна война. При военната си служба преминава в нелегалност и става партизанин в Царибродския партизански отряд „Момчил войвода“.
От 9 септември 1944 г. членува в БРП (к.). След примирието работи в областта на дървообработването (1947). Между 1952 и 1962 г. е на работа в държавното индустриално обединение „Дървообработваща индустрия“, както и в Комитета по промишлеността.

### Професионална кариера
През 1962 г. е главен инженер при Комитета по горите и горската промишленост, а от 1965 г. – директор по дървообработването в държавно стопанско обединение. Командирован е в Корейската народно-демократична република за оказване на техническа помощ, за която по-късно е удостоен от правителството на КНДР с орден „Държавно знаме“. Той е сред отговарящите за изграждането на дървообработващо предприятие в Пхенян.
От 11 януари 1966 г. е генерален директор на ДСО „Стара Планина“ към Комитета по горите и горската промишленост. В периода 1974 – 1984 г. е заместник-министър на горите и горската промишленост при министър Янко Марков. Пенсионер е от 1984 г.